# Edificio Británico
El Edificio Británico se encuentra en una esquina de la city financiera de Buenos Aires, en el centro de la ciudad. Hoy funciona como sede del Banco Macro.
Fue proyectado por el estudio de los arquitectos Paul Bell Chambers y Louis Newbery Thomas, asociados con Lionel Grace, y construido por la firma Scott & Hume. Aunque durante las obras se desarrolló en Europa la Primera Guerra Mundial, la construcción no se detuvo, y el edificio pudo ser inaugurado en 1917 por el ministro Reginald Tower durante su visita a la Argentina.
El Edificio Británico tuvo el objetivo de alojar a un conjunto de compañías británicas con sede en Buenos Aires: las compañías de navegación "Mala Real Inglesa" (Royal Mail Steam Packet Company), Nelson Line (Nelson Steam Navigation Co. Ltd.), Lamport & Holt Ltd. y otras. Además, fue sede del Consulado del Reino Unido y de la Legación del Reino Unido en Buenos Aires. La Mala Real Inglesa continuó en este edificio hasta el año 1967, cuando lo vendió. En 1969 se instalaba en el antiguo Edificio Británico el Banco Federal Argentino, institución financiera desaparecida en 1995 y absorbida por el Bansud. Hoy en día, luego de que el Banco Macro se fusionase con el Bansud, aloja a dicha entidad.
El edificio se destaca por la torre que jerarquiza la ochava, y posee nueve pisos de altura. Dentro del estilo academicista de influencia francesa, la fachada se caracteriza por la solemnidad y sobriedad de la ornamentación. En la ochava, se encuentra el acceso a la antigua compañía naviera, hoy sucursal bancaria, resaltada por la inscripción "Entrada" y ornamentada con un rostro grotesco, influido probablemente por el dios Poseidón. En rigor, toda la planta baja destinada a la naviera está decorada por motivos relacionados con el comercio y la navegación, en donde se destaca una sucesión de escudos que enmarcan a un navío a vela sobre el mar.

## Fuentes

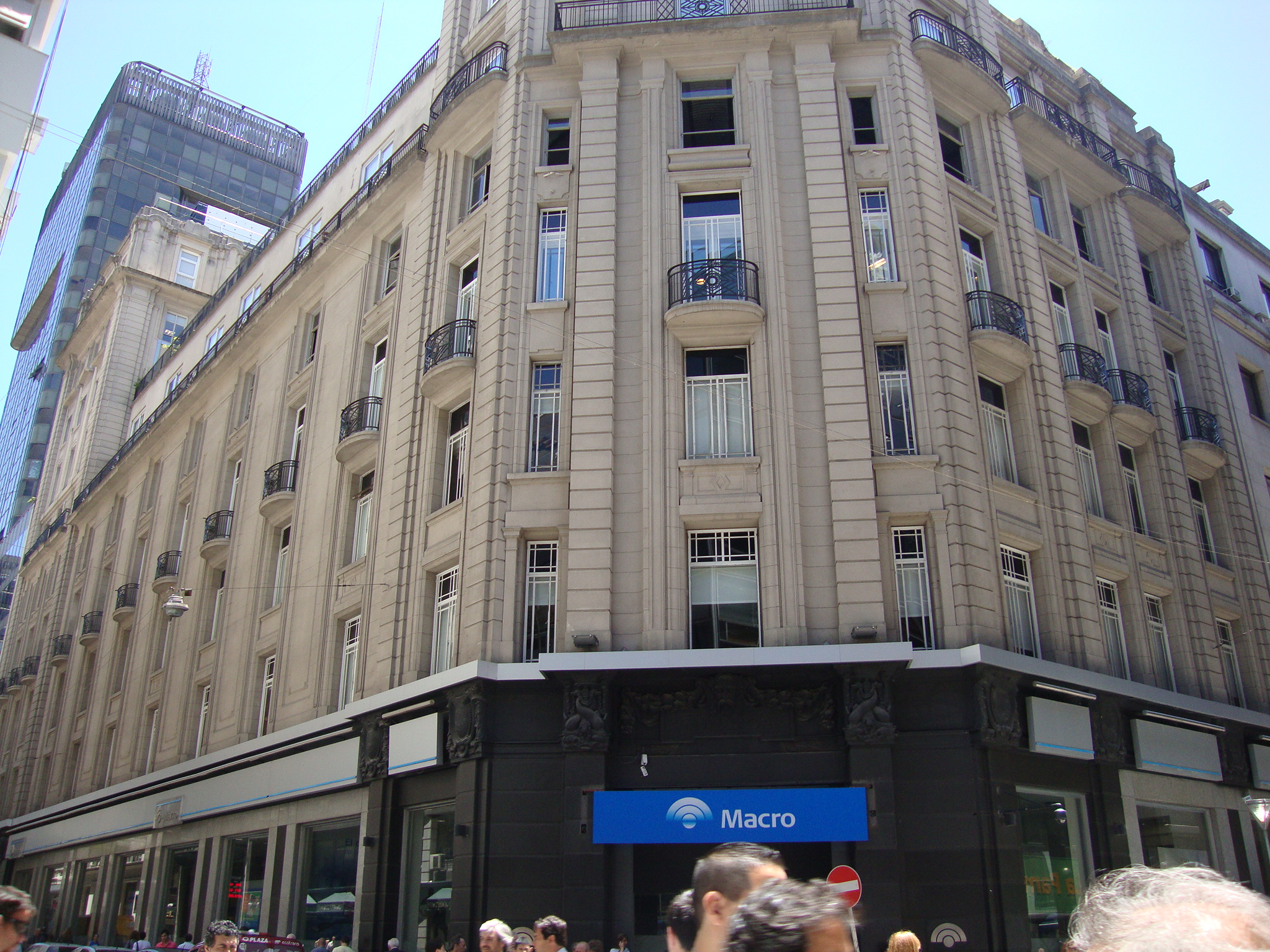
Otra vista parcial de la fachada